# Estación de Duque de Pastrana

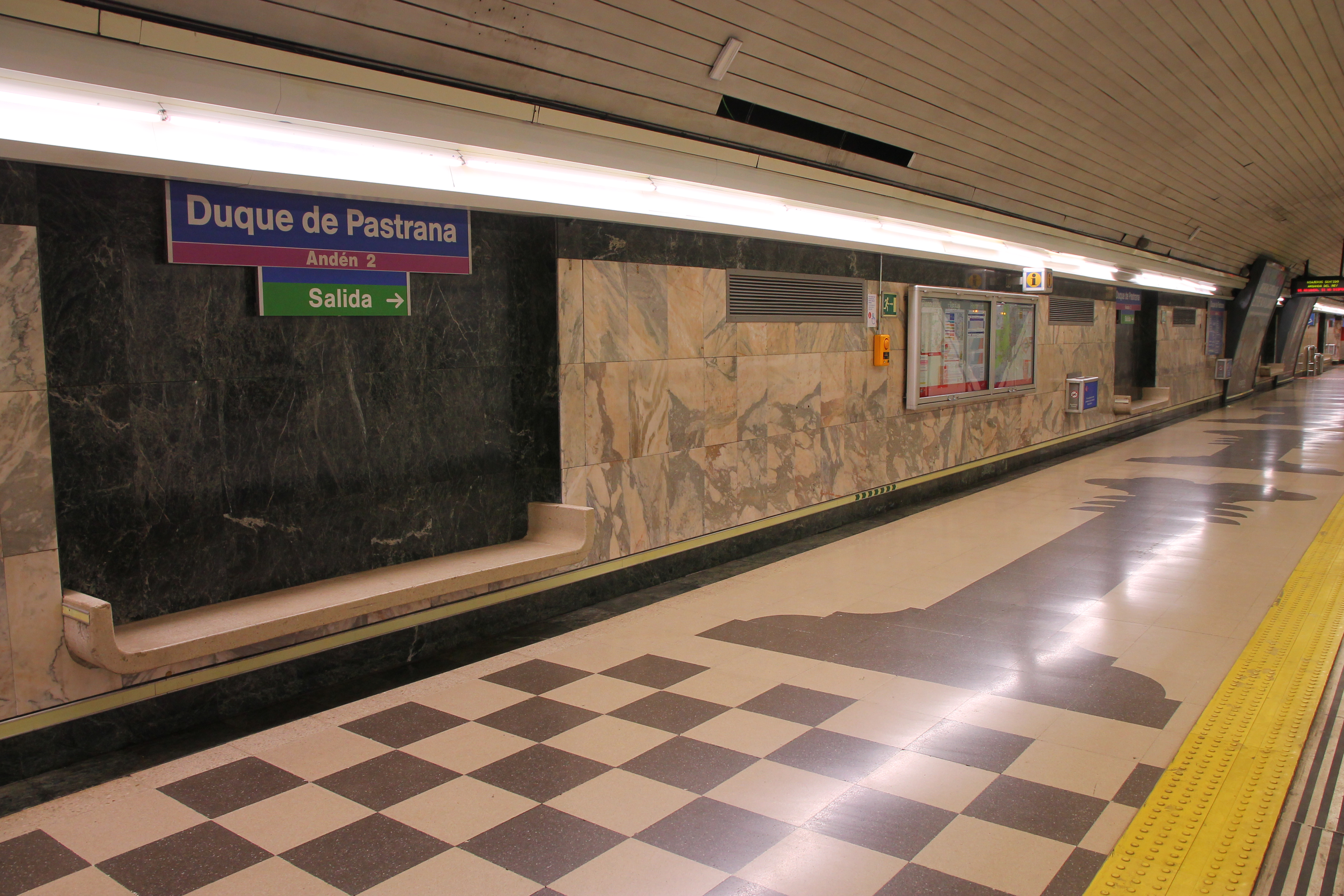
Andén de la estación antes de ser reformada

Duque de Pastrana es una estación de la línea 9 del Metro de Madrid situada bajo la plaza del mismo nombre en el distrito de Chamartín.

## Historia y características
La estación abrió al público el 30 de diciembre de 1983 junto con la prolongación del tramo norte de la línea (Avenida de América - Plaza de Castilla), siendo entonces parte de la línea 9b hasta que el 24 de febrero de 1986 pasó a formar parte de la línea 9.
Entre el 1 y el 31 de agosto de 2021, permaneció cerrada por obras en el tramo Plaza de Castilla-Colombia, cortado por obras. Se estableció un Servicio Especial de autobús gratuito con parada en las inmediaciones de la estación. La estación fue reformada, cambiando paredes de mármol por vítrex anaranjado oscuro.

Andenes de la estación después de la reforma

En el vestíbulo principal se encuentra una escultura de hierro "Formas en el Espacio" realizada por el artista Eladio García de Santibáñez (E. G. de Santibáñez) en 1983, y que posteriormente ha sido restaurada y recuperada por el propio autor en enero de 2022 http://www.santibanez-art.com/. El mural, realizado en hierro, está compuesto por barras de cuadradillo de 20 mm de espesor y por piezas cuadradas en palastro de 8 mm de espesor, cortadas a soplete y soldadas entre sí en varias alturas. La escultura tiene unas dimensiones de 6,60 m de longitud x 1,50 m de altura.

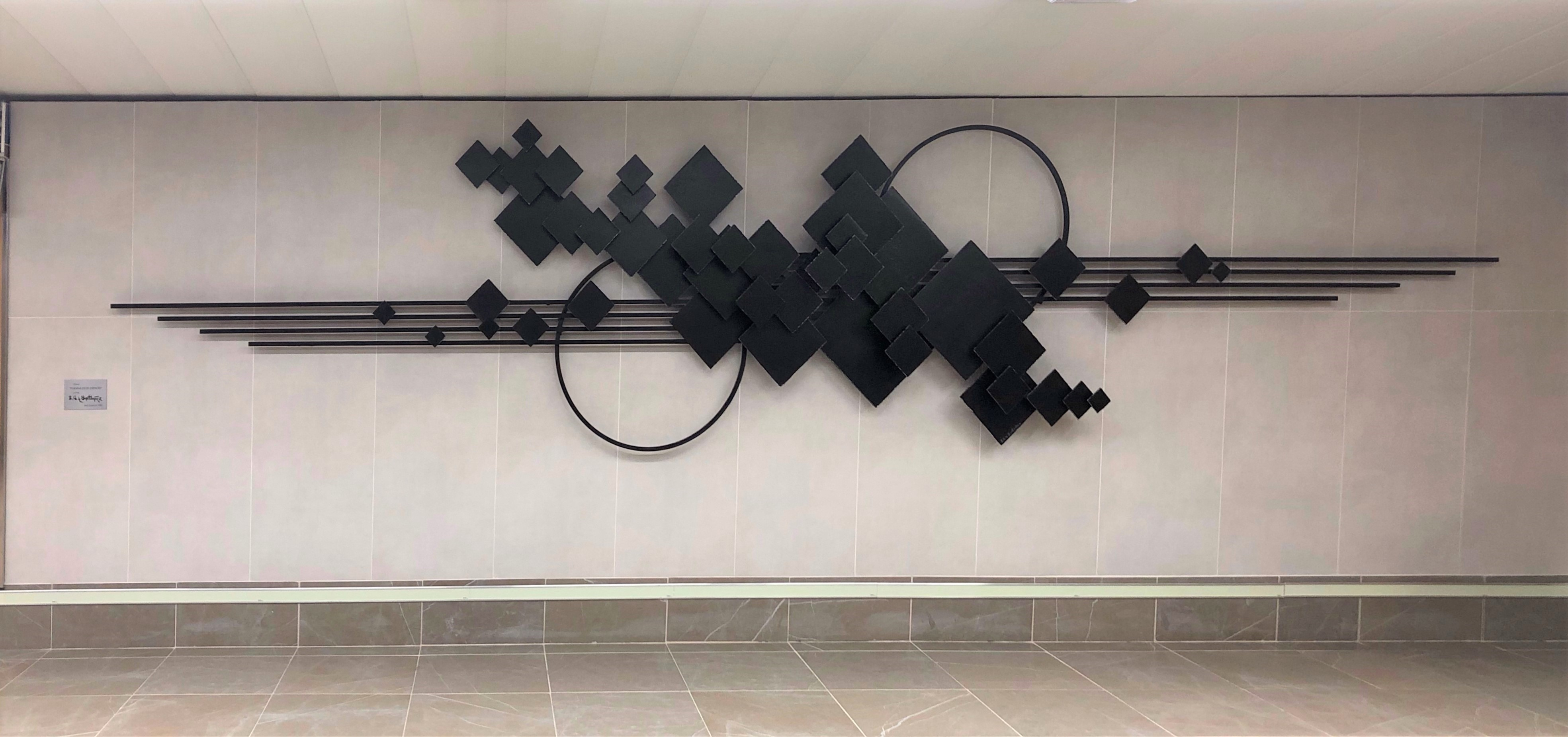
Escultura "Formas en el Espacio" Autor Eladio García de Santibáñez

## Accesos
Vestíbulo Duque de Pastrana
- Mateo Inurria C/ Mateo Inurria, 36 (esquina Pº de La Habana)

## Líneas y conexiones

### Metro
| << cabecera   | < estación        | línea | estación > | cabecera >>                                         |
| ------------- | ----------------- | ----- | ---------- | --------------------------------------------------- |
| Paco de Lucía | Plaza de Castilla |       | Pío XII    | Arganda del Rey Cambio de tren en Puerta de Arganda |

### Autobuses
| Diurnos |                    |                        |
| Línea   | Destino            | Parada                 |
| 70      | Alsacia            | 207 DUQUE DE PASTRANA  |
| 107     | Hortaleza          | 207 DUQUE DE PASTRANA  |
| SE833   | Las Tablas         | 207 DUQUE DE PASTRANA  |
| 70      | Plaza de Castilla  | 266 DUQUE DE PASTRANA  |
| 107     | Plaza de Castilla  | 266 DUQUE DE PASTRANA  |
| 14      | Avenida de Pío XII | 2148 DUQUE DE PASTRANA |
| 129     | Manoteras          | 2148 DUQUE DE PASTRANA |
| 14      | Conde de Casal     | 2149 DUQUE DE PASTRANA |
| 129     | Plaza de Castilla  | 2149 DUQUE DE PASTRANA |
| 174     | Plaza de Castilla  | 2149 DUQUE DE PASTRANA |
| SE833   | Plaza de Castilla  | 2149 DUQUE DE PASTRANA |